# Annie Chapman
Annie Chapman (rujan 1841. – 8. rujna 1888.) je po mnogima druga žrtva zloglasnog serijskog ubojice Jacka Trbosjeka koji je tijekom 1888. ubijao i sakatio prostitutke.
Kao i kod drugih Trbosjekovih žrtava, podaci o životu Chapmanove su malo poznati. Znana i kao "Dark Annie", Chapmanova je imala 47 godina kada je ubijena, bila je slabog zdravlja i jako slabog financijskog stanja. Visina joj je procijenjena na 1,52m. Po izvještaju je imala smeđu kosu i plave oči.

## Rani život
Chapmanova je rođena kao Eliza Ann Smith u rujnu 1841., kao kći Georgea Smitha i Ruth Chapman. Njezini roditelji su se vjenčali tek 22. veljače 1842., šest mjeseci nakon njezina rođenja, u Paddingtonu.

## Brak i djeca
Annie se 1. svibnja 1869. udala za Johna Chapmana, rođaka s majčine strane. Par je neko vrijeme živio u Zapadnom Londonu, a imali su troje djece:
- Emily Ruth Chapman, rođena 1870.
- Annie Georgina Chapman, rođena 1873.
- John Chapman, rođen 1880.

John Chapman rođen je nepokretan. Nakon selidbe 1881., Emily Ruth je obolila od meningitisa i umrla nedugo nakon svoje 12. godine (oko 1882.). Potreseni nesrećema svoje djece i Annie i John su počeli previše piti te su se rastali 1884. ili 1885.

## Život u Whitechapelu i ubojstvo
Annie se 1886. preselila u Whitechapel gdje je živjela s izrađivaćem sita. Tri ili četiri godine primala je 10 šilinga tjedno od svog supruga, no 1886. to je prestalo. Tek je tada saznala da joj je suprug preminuo od problema s alkoholom. Tada ju je napustio i njezin sustanar, vjerojatno zbog nedobivanja prihoda. Njezina prijateljica je rekla da je Annienin život od tada krenuo skroz nizbrdo.
Do 1888., Annie se već nastanila u Whitechapelu, no ne sa stalnim prebivalištem. U njezinim selibama povremeno bi je pratio Edward Stanley. Novac je zarađivala od raznih poslova. Poznanici su je opisali kao uspješniju ženu nego ostale na tom području, iako je puno pila i zdravlje joj je slabilo.
Tjedan dana prije ubojstva osjećala se jako loše zbog ozljeda koje je zadobila u tučnjavi s Elizom Cooper. Takvo ponašanje je za nju bilo nekarakteristično. Tučnjava je izbila navodno zbog toga što su njih dvije bile rivali za dobivanje osjećaja Edwarda Stanleya.
Malo nakon ponoći u jutro kada je ubijena, Annie se, kao i Mary Ann Nichols, našla bez novca da plati noćenje pa je izišla na ulicu da zaradi nešto. Zadnji put je viđena živa od strane žene koja ju je navodno vidjela ispred Ulice Hanbury 29 u 5:30h ujutro kako razgovara s nekim muškarcem, koji je lako mogao biti ubojica. Chapmanino tijelo je otkriveno u 5:50h ujutro u subotu 8. rujna 1888. Njezino ubojstvo bilo je tipično za Trbosjekova ubojstva. Liječnički nalazi su kasnije dokazali da je bolovala od tuberkuloze, no kasniji nalazi su tvrdili da je imala i sifilis. Liječnik koji ju je pregledao 1888. utvrdio je da je bila trijezna u vrijeme ubojstva. Chapmanova je pokopana u petak, 14. rujna 1888. Post-mortem ubojstva možete pročitati ako slijedite poveznicu.

## Chapmanova na filmu
U filmu Skica u teroru Chapmanovu je portretirala Barbara Windsor, a u filmu Iz pakla Katrin Cartlidge.

## Više informacija
- The Complete History of Jack the Ripper - Philip Sugden, ISBN 0-7867-0276-1.

## Vanjske poveznice
- Casebook: Jack the Ripper